# Petra Lange-Berndt
Petra Lange-Berndt ist eine deutsche Kunsthistorikerin.

## Leben
Nach dem Studium der Kunstgeschichte, Geschichte und Medienkultur in Hamburg und Wien und der  Promotion 2005 an der Universität Hamburg (Stipendiatin der Gerda Henkel Stiftung) war sie von 2004 bis 2005 wissenschaftliche Mitarbeiterin am Kunstgeschichtlichen Institut der Universität Trier. Von 2007 bis 2015 war sie Lecturer/Reader am Department of History of Art, University College London. Seit 2015 ist sie Professorin für moderne und zeitgenössische Kunst, Kunstgeschichtliches Seminar, Universität Hamburg, sowie Leiterin der Aktiven Archive DDR  und Material.
Ihre Forschungsschwerpunkte sind moderne und zeitgenössische Kunst, Geschichte und Theorie künstlerischer Praxis, transdisziplinäre Methodenansätze, Materialität und Dinge, Animal, Gender und Postcolonial Studies, Kunst und Naturwissenschaften, Subkultur, Film- und Medienkunst und Praxis und Theorie der Ausstellung.

## Schriften (Auswahl)
- Animal art. Präparierte Tiere in der Kunst, 1850–2000. Schreiber, München 2009, ISBN 978-3-88960-103-2.
- mit Dietmar Rübel (Hg.): Sigmar Polke: wir Kleinbürger! Zeitgenossen und Zeitgenossinnen. Die 1970er Jahre. Begleitet die dreiteilige Ausstellung in der Hamburger Kunsthalle „Sigmar Polke: wir Kleinbürger! Zeitgenossen und Zeitgenossinnen“, 13. März 2009 bis 31. Januar 2010. Köln 2009, ISBN 978-3-86560-593-1.